# 魯乃
魯乃（Lunas，50年代曾译“鲁拿斯”） 是座落在馬來西亞吉打州居林縣的一個小鎮，緊臨槟城州边界。當地居民除了馬來人、華人、印度人三大种族之外，还有很多的泰裔。

## 簡介
二十年前的鲁乃只是一個由一条大街（鲁乃人称后面街，福建话：阿尾街）和几条的小巷的華人新村。
當地原本人口不多，北海－居林大道（BKE）開通后，因為交通便利開始有較多外地人入住，原因是房價和生活費比较便宜。有了此一条大道，当地和居林市人往返在北海和槟城工作較為方便。
鲁乃镇的人口和槟城州的高渊和爪夷一样拥有显著的印度人人口。